# Gertrude Belle Elionová
Gertrude Belle Elionová, nepřechýleně Gertrude Belle Elion (23. ledna 1918 New York – 21. února 1999 Chapel Hill) byla americká biochemička a farmakoložka, která získala v roce 1988 spolu s Georgem H. Hitchingsem a sirem Jamesem Blackem Nobelovu cenu za fyziologii a lékařství za použití inovativních metod pro vývoj nových léčiv. Nová metoda se zaměřovala na pochopení mechanismu účinku  léčiva, nikoliv pouze na použití metody pokus-omyl. Elionová a Hitchings objevili rozdíly v metabolismu nukleových kyselin mezi normálními lidskými buňkami a rakovinnými buňkami, prvoky, bakteriemi a viry. Na základě těchto rozdílů byla vyvinuta řada léků, které blokují syntézu nukleových kyselin v rakovinných buňkách a škodlivých organismech, aniž by poškodily normální lidské buňky.
Výzkum Elionové vedl k vytvoření antiretrovirového léku azidothymidinu (AZT), který byl prvním široce používaným lékem proti AIDS. Mezi její další významné práce patří také vývoj prvního imunosupresivního léku, azathioprinu, používaného při transplantaci k potlačení odhojení transplantátu, a prvního úspěšného antivirového léku, acykloviru (ACV), používaného při léčbě herpetické infekce.
Byla dcera židovských emigrantů. V roce 1937 studovala na Hunterově Akademii a v roce 1941 na Newyorské univerzitě. Nemohla se stát výzkumným pracovníkem, protože byla žena. Pracovala proto jako laborantka a středoškolská učitelka před tím, než se stala asistentkou u George H. Hitchingse ve farmaceutické společnosti Burroughs-Wellcome (nyní GlaxoSmithKline). Nikdy neobdržela oficiálně titul Ph.D., ale byla později oceněna čestným doktorátem z Univerzity George Washingtona, Brownovy univerzity a Michiganské univerzity.

## Mládí a studia
Gertrude Elionová se narodila 23. ledna 1918 v New Yorku. Rodiče byli židovští přistěhovalci, otec z Litvy a matka z Polska. Gertrude prožila šťastné dětství v New Yorku se svým bratrem, rodiči a dědečkem, s nímž měla velmi blízký vztah. Byla výbornou studentkou a v 15 letech odmaturovala na Waltonově střední škole. V té době milovaný dědeček zemřel na rakovinu žaludku a pobyt s ním v jeho posledních chvílích ji inspiroval k tomu, že se na vysoké škole chtěla věnovat vědě a medicíně.
Po krachu na Wall Street v roce 1929 přišla rodina o všechen majetek. Díky výbornému prospěchu mohla naštěstí Elionová studovat zdarma na Hunter College, kde v roce 1937 absolvovala s vyznamenáním obor chemie, ale neměla peníze na  další studium. S diplomem z chemie nemohla jako žena najít placené zaměstnání ve výzkumu, tak pracovala jako sekretářka, středoškolská učitelka chemie a fyziky a neplacená pracovnice v chemické laboratoři. Nakonec si našetřila dost peněz na studium na Newyorské univerzitě a v roce 1941 získala magisterský titul.
Elionová nikdy nedokončila doktorské studium. Začala večerní studium na Brooklynské polytechnice, ale po dvou letech byla nucena odejít, když ji děkan donutil vybrat si mezi řádným studiem nebo prací.

## Profesní život
Protože se Elionové nepodařilo získat postgraduální výzkumné místo, pracovala jako kontrolorka kvality potravin v supermarketech a v potravinářské laboratoři v New Yorku a poté jako výzkumná chemička ve společnosti Johnson & Johnson.
V roce 1944 našla práci svých snů v laboratořích farmaceutické společnosti Burroughs Wellcome (později Glaxo Wellcome, dnes známé jako GlaxoSmithKline). Tam se stala nejprve asistentkou a poté kolegyní George Hitchingse, s nímž pracovala po následující čtyři desetiletí. Vyvinuli společně řadu nových léků, které byly účinné proti leukemii, autoimunitním chorobám, infekcím močových cest, dně, malárii a virovým oparům. Za jejich úspěchem stály především jejich inovativní výzkumné metody, které znamenaly radikální odklon od přístupu pokus-omyl, který farmakologové do té doby používali. Upřednostnili racionální, vědecký přístup. Vycházeli z poznatku, že všechny buňky potřebují k reprodukci nukleovou kyselinu, a usoudili, že rychle rostoucí bakterie, viry či nádory jí potřebují k udržení tempa růstu ještě více. Pokud se najde způsob, jak narušit jejich životní cyklus, najde se tím i způsob, jak zastavit onemocnění. Důraz obou výzkumníků na pochopení základních biochemických a fyziologických procesů jim umožnil odstranit mnoho zbytečného úsilí, které bylo dříve pro vývoj nových léků typické.

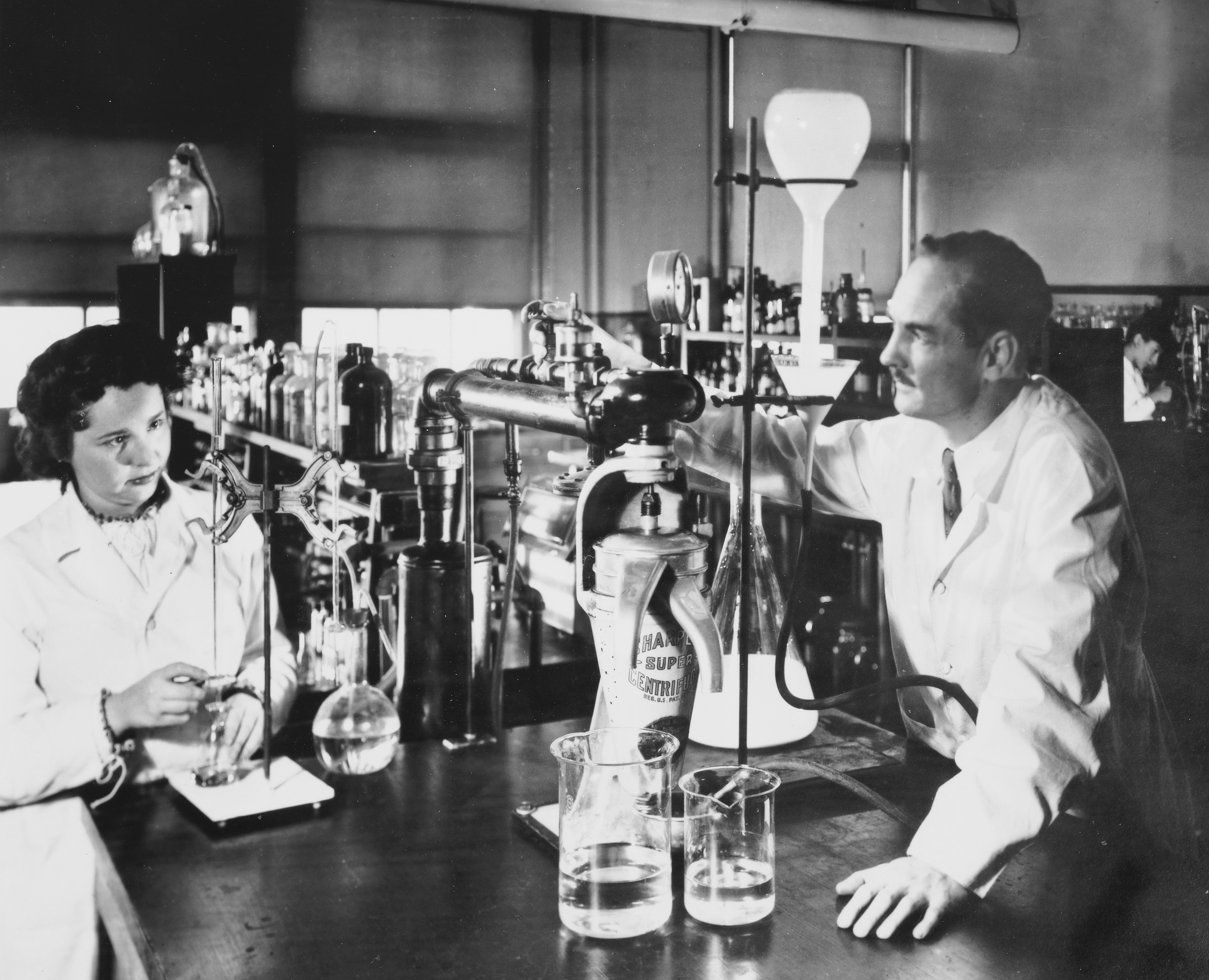
G. Elion a G. Hitchings v roce 1948

Elionová syntetizovala antimetabolity purinů a v roce 1950 vyvinula protinádorové léky tioguanin a merkaptopurin. V letech 1967 až 1983 byla vedoucí oddělení experimentální terapie společnosti Burroughs Wellcome. Jejím posledním významným objevem byl vývoj antivirového léku acykloviru, který byl schválen v roce 1977. Vědci do té doby pochybovali, že by bylo možné vynalézt léky účinné proti virům. Domnívali se, že jakákoli látka, která by byla schopná virus zabít, by byla pro tělo příliš toxická. Elionová ale vytrvala a lék, který její tým vyvinul, je účinný proti herpetickým virům, viru Epstein-Barrové, viru planých neštovic a pásovému oparu.
V roce 1983 Elionová odešla oficiálně do důchodu, ale pokračovala dál v práci v laboratoři a významně se podílela na vývoji AZT, jednoho z prvních léků používaných k léčbě AIDS. Měla také zásadní podíl na vývoji nelarabinu, na kterém pracovala až do své smrti v roce 1999. Je držitelkou 45 patentů na léky, které lidem zachraňují a mění životy. Její výzkum přispěl k vývoji následujících léků:
- Mercaptopurine (Purinethol) – první lék na leukemii, který se používá také při transplantaci orgánů
- Azathioprin (Imuran) – první imunosupresivní látka, používaná při transplantaci orgánů
- Alopurinol (Zyloprim) – k léčbě dny
- Pyrimetamin (Daraprim) – k léčbě malárie
- Trimetoprim (Proloprim, Monoprim a jiné) – k léčbě meningitidy, sepse a bakteriální infekce močových a dýchacích cest
- Acyklovir (Zovirax) – k léčbě virových oparů
- Azidothymidin (Zidovudin) – k léčbě AIDS
- Nelarabin (ARRANON, Atriance) – k léčbě rakoviny

Elionová a Hitchings získali v roce 1988 společně s britským chemikem sirem Jamesem Blackem Nobelovu cenu za fyziologii a lékařství za objevy důležitých principů pro vývoj nových léků. Elionová byla pátou nositelkou Nobelovy ceny za medicínu a devátou nositelkou Nobelovy ceny za vědu obecně a jednou z mála laureátek bez doktorského titulu. V roce 1988 byla jedinou oceněnou ženou.
Po odchodu do důchodu se stala profesorkou medicíny a farmakologie na Dukeově univerzitě a pracovala se studenty medicíny, kteří se chtěli věnovat výzkumu v oblasti biochemie a farmakologie nádorů, a publikovala s nimi více než 25 odborných článků.

## Osobní život
Brzy po absolvování Hunter College se Elionová seznámila s Leonardem Canterem, vynikajícím studentem statistiky na City College of New York (CCNY). Plánovali svatbu, ale Leonard onemocněl a 25. června 1941 zemřel na bakteriální endokarditidu, infekci srdečních chlopní. Smrt snoubence ji utvrdila v přesvědčení stát se vědeckou pracovnicí a farmakoložkou.
Elionová se nikdy nevdala ani neměla děti. Udržovala blízký kontakt se svým bratrem, který měl tři syny a dceru, a na své synovce a neteř byla velmi pyšná. Ve volném čase se věnovala fotografování a cestování, ráda poslouchala hudbu, chodila do opery a na balet. Poté, co se společnost Burroughs Wellcome přestěhovala do Research Triangle Park v Severní Karolíně, se Elionová přestěhovala do nedalekého Chapel Hill. V roce 1983 odešla do důchodu, aby mohla trávit více času cestováním a chozením do opery. I po odchodu do důchodu pokračovala ve významné vědecké činnosti a podporovala další ženy, aby se věnovaly vědecké kariéře.
Gertruda Elionová zemřela v Severní Karolíně v roce 1999 ve věku 81 let.